# Герб Уссурийска
Герб Уссурийского городского округа Приморского края Российской Федерации — опознавательно-правовой знак, соответствующий установившимся традициям и составленный по правилам геральдики, являющийся символом территории местного самоуправления.
Герб города Уссурийск и Уссурийского района утверждён Решением № 290 Думы г. Уссурийска и Уссурийского района 5 апреля 2002 год. и внесён в Государственный геральдический регистр Российской Федерации под регистрационным номером 3398.

## Описание герба
«В червлёном щите золотой хлебный сноп, перевязанный лазурной лентой, с воткнутым в него серебряным серпом».

## Описание символики
Выбор цвета и фигур определяется сельскохозяйственной ролью города и района (сноп и серп) и их историческим центром Уссурийского казачьего войска (красный цвет поля).

## История герба

Герб Никольск-Уссурийского (1912 год)

Уссурийск был основан в 1866 году как село Никольское (в честь св. Николая Чудотворца). В 1898 году село Никольское получило статус города и имя Никольск-Уссурийский.
1 февраля 1912 года был Высочайше утверждён герб Никольска-Уссурийского Приморской области в следующем описании: «В червлёном щите золотой перевязанный лазуревою лентою хлебный сноп с воткнутым в него серебряным серпом. В вольной части щита — герб Приморской области. Щит увенчан серебряною трёх зубцах башенной короною и окружён двумя золотыми колосьями, соединёнными Александровской лентой».
20 февраля 1935 года город был переименован в Ворошилов, в честь советского военачальника К. Е. Ворошилова.
29 ноября 1957 года город вернул своё прежнее название — Уссурийск.

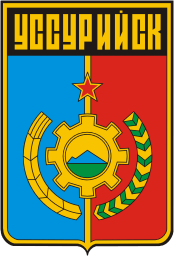
Герб (1976)

29 июня 1976 года решением Уссурийского городского Совета народных депутатов был утверждён герб Уссурийска.
Герб Уссурийска советского периода имел следующее описание: Щит разделён по-вертикали на синюю и красную части (цвета флага РСФСР). В середине композиция из шестерни, колосьев, красной звезды. Внутри шестерни виден горный пейзаж. В верхней части щита написано название города.
Автор герба — Сергей Яковлевич Прозоров.
5 апреля 2002 года был утверждён новый герб города Уссурийска и Уссурийского района со следующим описанием: «В червлёном щите золотой хлебный сноп, перевязанный лазурной лентой, с воткнутым в него серебряным серпом. В вольной части — герб Приморского края. Герб может изображаться как с вольной частью, так и без неё».
Данный герб прошел геральдическую экспертизу и внесён в Государственный геральдический регистр Российской Федерации.
26 июня 2007 года Дума Уссурийского городского округа приняло Решение «О внесении изменений в Положение о гербе Уссурийского городского округа, утверждённого решением Думы г. Уссурийска и Уссурийского района от 5 апреля 2002 года N 290». Этим решением из описания герба исключена фраза «В вольной части — герб Приморского края».
28 августа 2007 года Решением № 651 Думы Уссурийского городского округа Приморского края был объявлен Конкурс на лучший проект эскиза герба Уссурийского городского округа. От участников конкурса поступило 39 эскизов нового символа городского округа. Однако ни один из эскизов представленных гербов не соответствовал правилам геральдики.
Официального решения об утверждении нового герба округа не последовало.